# Luís Cristino da Silva

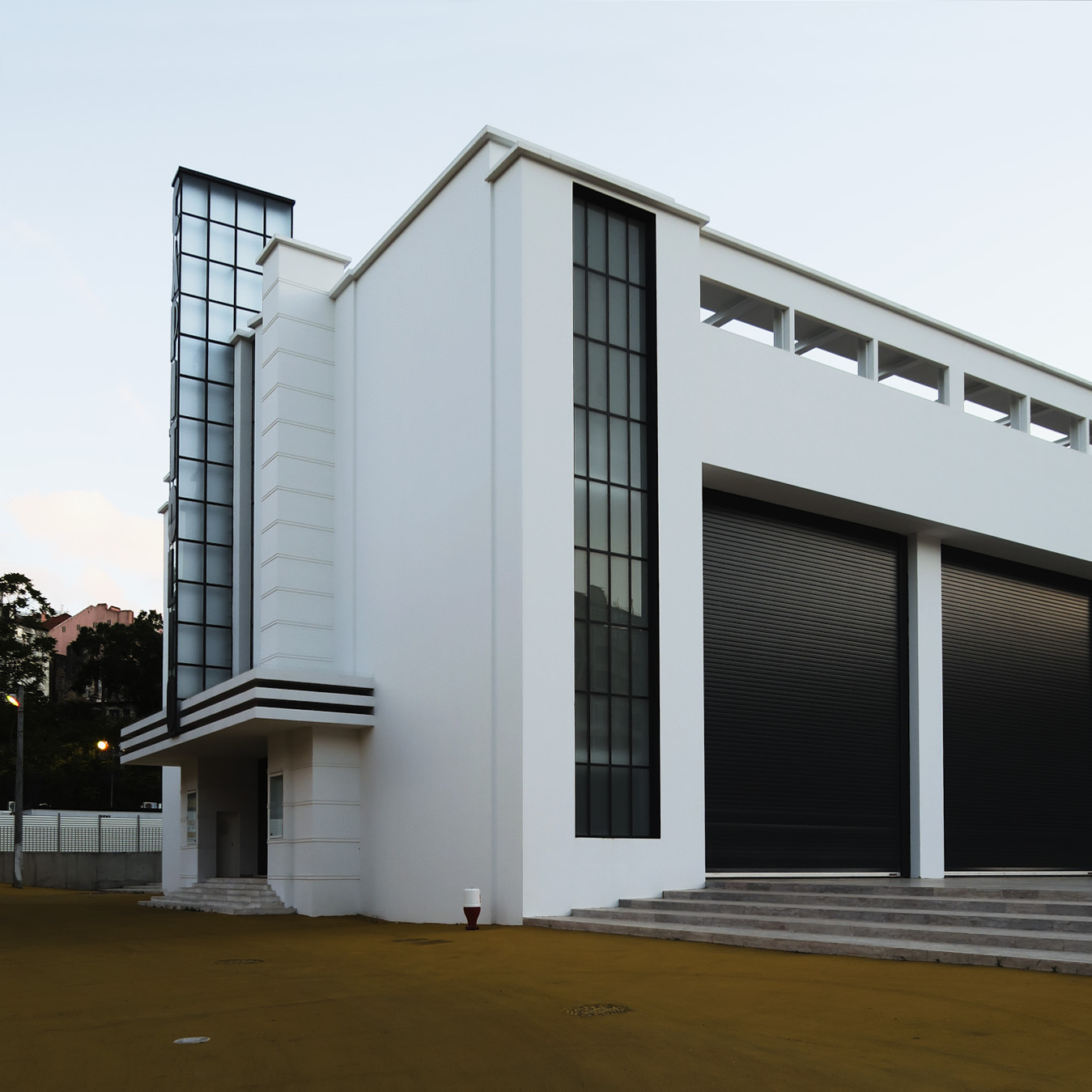
Teatro Capitólio (1925-1931), Lisboa

Luís Ribeiro Carvalhosa Cristino da Silva (Lisboa, 1896 - Lisboa, 1976) fue un arquitecto portugués. Fue uno de los pioneros de la arquitectura moderna en su país, aunque evolucionó del racionalismo a un clasicismo academicista durante la dictadura de Salazar.

## Trayectoria
Nació en Lisboa en 1896, hijo del pintor João Ribeiro Cristino da Silva. Estudió en la Academia de Bellas Artes de Lisboa, donde se diplomó en 1919. Posteriormente, estudió en la École des Beaux-Arts de París entre 1920 y 1925, años en los que trabajó también en el estudio de Victor Laloux.
De vuelta a su país fue autor del cine-teatro Capitólio en Lisboa (1925-1931), uno de los primeros edificios modernos de la capital portuguesa. Le siguió el Liceo Diogo de Gouveia en Beja (1931), en un estilo acorde aún con el racionalismo, pero su proyecto de bulevar monumental para el parque Eduardo VI (no realizado) mostraba ya un academicismo que se haría patente en el conjunto de la plaza de Areeiro (actual plaza Francisco Sá Carneiro en Lisboa, 1941-1960), inspirado en el estilo pombalino portugués dieciochesco, que sentaría las bases de la arquitectura oficial salazarista. En 1940 realizó los pabellones de Honor y de Lisboa para la Exposición del Mundo Portugués. Entre 1949 y 1966 fue arquitecto-jefe de la Ciudad Universitaria de Coímbra.
Fue profesor en la Academia de Bellas Artes de Lisboa (1933-1968), donde ejerció una notable influencia sobre toda una generación de arquitectos portugueses.
En 1943 recibió la Medalla de Honor de la Sociedade Nacional de Belas Artes (1943). Al año siguiente ganó el Premio Valmor y el Premio Municipal de Arquitectura. En 1961 ganó también el Premio Nacional de Arte del Secretariado Nacional de Información. También recibió diversas distinciones honoríficas: comendador de la Orden de Santiago de la Espada, comendador de la Orden de la Instrucción Pública (1957) y comendador de la Orden del Infante Don Enrique (1961).